# 江村乡
江村乡，是中华人民共和国江西省景德镇市浮梁县下辖的一个乡镇级行政单位。

## 行政区划
江村乡下辖以下地区：
江村、严台村、浩峰村、中洲村、柏林村、沽演村和槎口村。

## 中国传统村落
2012年，严台村被评为首批“中国传统村落”。